# Peter Jacobsen (Golfspieler)
Peter Erling Jacobsen (* 4. März 1954 in Portland, Oregon) ist ein US-amerikanischer Profigolfer und Kommentator auf Golf Channel sowie NBC. Er spielte auf der PGA Tour, wo er sieben Turniere gewinnen konnte. Danach wechselte er auf die Champions Tour, wo er zwei Major-Titel gewinnen konnte.

## Karriere
Jacobsen wurde in Portland, Oregon geboren, wo er an der Lincoln High School seinen Abschluss machte. Er spielte zunächst im College Golf für die University of Oregon. Im Jahr 1976 wechselte er ins Profilager nachdem er zuvor die Oregon Open als Amateur gewonnen hatte.

### PGA Tour
Es gelang ihm, sich bei seinem ersten Versuch für die PGA Tour zu qualifizieren, wo er im Qualifikationsturnier den 19. Platz belegte. Danach spielte er in den 80er Jahren in der Top 10 Money List. Nach einem Karrieretief Anfang der 90er Jahre vertraute er sich dem Trainer Jim Hardy an und wechselte von einem Two Plane Swing zu einem One Plane Swing. Nach dieser Umstellung erreichte er im Jahr 1995 erneut den 7. Platz in den Money List der PGA Tour und konnte sich 1995 für den Ryder Cup qualifizieren.

### Champions Tour
Ab seinem 50. Lebensjahr wechselte er auf die Champions Tour, spielte jedoch parallel einige Jahre auf der PGA Tour weiter. 2004 gewann er die US Senior Open. 2005 gewann er das Senior Players Championship.

### Andere Projekte
Im Film Tin Cup spielte Jacobsen neben Kevin Costner den fiktiven Gewinner der U.S. Open.
Gemeinsam mit Payne Stewart und Mark Lye gründete er die Band Trout & The Flounders, mit der er zwei Alben einspielte.